# Adam Wadecki
Adam Wadecki (ur. 23 grudnia 1977 w Elblągu) – polski kolarz szosowy. Mistrz Polski (2005).

## Życiorys
Jego pierwszym zespołem był Mlexer Elbląg, a pierwszą grupą zawodową Mróz (w 1999). W 2001 był najlepszy w Memoriale Andrzeja Trochanowskiego. W 2003 startował w Wyścigu Pokoju, zajmując 55. miejsce. Jego największymi sukcesami w karierze były zwycięstwo w Wyścigu dookoła Mazowsza w 2004 oraz mistrzostwo Polski w wyścigu ze startu wspólnego w 2005.
Jest bratem Piotra Wadeckiego.